# Bloodlines
|  | Denne artikel omhandler en single af Dúné. For EP'en af samme navn, se Bloodlines (EP) |
"Bloodlines" er en sang skrevet af det danske elektro-rock-band Dúné. Det er første single fra gruppens første studiealbum We Are In There You Are Out Here fra 2007. Bloodlines udkom digitalt som single i oktober 2006, fem måneder før at albummet blev udgivet i Danmark.

## Historie
En lille måned før udgivelsen af singlen, fremførte bandet sangen ved DRs store prisfest P3 Guld i Radiohusets Koncertsal. Her nævnte vært Adam Duvå Hall bandets unge alder som en spøg, ved at bemærke at medlemmerne hurtigt skulle hjem fra festen, på grund af at de skulle op i skole dage efter.
I maj 2007 udkom sangen i Tyskland på en EP indeholdende fem spor, 14 dage før at det fulde album kom på hylderne i Danmark.
Musikvideoen til sangen er instrueret af Uffe Truust.

## Produktion
Sangen blev ligesom resten af We Are In There You Are Out Here indspillet i Popshit Recording Studio i Randers.

### Personel

#### Musikere
- Sang: Dúné og Mattias Kolstrup
- Kor: Cecilie Dyrberg
- Keyboards: Ole Björn Sørensen
- Synthesizer: Cecilie Dyrberg
- Guitar: Cecilie Dyrberg, Danny Jungslund og Simon Troelsgaard
- El bas: Piotrek Wasilewski
- Trommer: Malte Aarup-Sørensen
- Diverse instrumenter: Dúné

#### Produktion
- Producer: Mark Wills
- Komponist: Dúné, Mattias Kolstrup, Ole Björn Sørensen, Cecilie Dyrberg, Danny Jungslund, Simon Troelsgaard, Piotrek Wasilewski og Malte Aarup-Sørensen
- Tekst/forfatter: Mattias Kolstrup[4]